# 松平乗勝
松平 乗勝（まつだいら のりかつ）は、戦国時代の武将。大給松平家の第3代当主とされる人物。

## 事績
『寛政重修諸家譜』によれば、松平乗正の長男として生まれ、大永4年（1524年）11月20日に29歳で死去した。
妻（随念院という院号で知られる）は松平清康の養女（実は清康の父にあたる松平信忠の娘）で、永正12年（1515年）に松平親乗を産んだ。彼女は乗勝の死後、足助の鈴木重直に再嫁したが離縁。のちに徳川家康の乳母になったことで知られる。